# Bill Robinson
Bill "Bojangles" Robinson (Richmond, 25 mei 1878 – New York, 25 november 1949) was een Amerikaanse tapdanser en acteur in film, theater en televisie. Het publiek genoot van zijn ingetogen stijl van dansen, die de drukte van de jitterbug vermeed ten faveure van een onderkoelde dansact. Hij gebruikte hierbij zelden zijn bovenlichaam, maar beperkte zich tot inventief voetenwerk en expressieve gezichtsuitdrukkingen.
Robinson, die zich zowel in de zwarte als in de blanke entertainmentindustrie bewoog, is voornamelijk bekend gebleven door zijn danspartijen met Shirley Temple in een serie films gedurende de jaren dertig. Zijn laatste film, Stormy Weather (1943), werd losjes op zijn leven gebaseerd.
Duke Ellington componeerde Bojangles (A Portrait of Bill Robinson), een stel ritmische variaties, als eerbetoon aan Robinson.